# Montezuma (Minas Gerais)
Montezuma is een gemeente in de Braziliaanse deelstaat Minas Gerais. De gemeente telt 7.677 inwoners (schatting 2009).

## Aangrenzende gemeenten
De gemeente grenst aan Espinosa, Rio Pardo de Minas, Santo Antônio do Retiro, São João do Paraíso, Vargem Grande do Rio Pardo en Mortugaba (BA).